# بزرگی موج حجمی
بزرگی موج حجمی (Mb) یکی از مقیاس‌های بزرگی است که در زلزله‌شناسی برای نشان‌دادن اندازه یک زمین‌لرزه بکار می‌رود. برای تعیین بزرگی یک زلزله می‌توان از گونه‌های مختلف موجهای لرزه‌ای سود جست. در این مقیاس از امواج حجمی یا درونی که در درون (و نه لایه‌های سطحی) زمین حرکت می‌کنند، سود برده می‌شود. در این مقیاس به‌طور خاص از دامنهٔ آغازین موج پی استفاده میشود. موج پی گونه‌ای از موجهای حجمی است که در درون زمین با سرعت نزدیک به ۵ تا ۸ km/s حرکت می‌کنند و نخستین موجهایی هستند که به لرزه‌نگار می‌رسند. بدین دلیل، محاسبه بزرگی موج حجمی می‌تواند سریع‌ترین روش برای تعیین اندازهٔ زمین‌لرزه‌هایی باشد که در فاصلهٔ بسیاری از لرزه‌نگار روی داده‌اند. ولی از معایب این روش، اشباح شدن این مقیاس در بزرگیهای نزدیک به ۶ تا ۶٫۵ Mb است، یعنی درحالیکه مثلاً بزرگی گشتاوری ممکن است مقدارهای بالاتر و متغیری را نشان دهد، بزرگی موج حجمی تقریباً ثابت می‌ماند و میتواند ملاک خوبی برای اندازه زمین‌لرزه در این بزرگی‌ها نباشد.